# Coimbra grófság

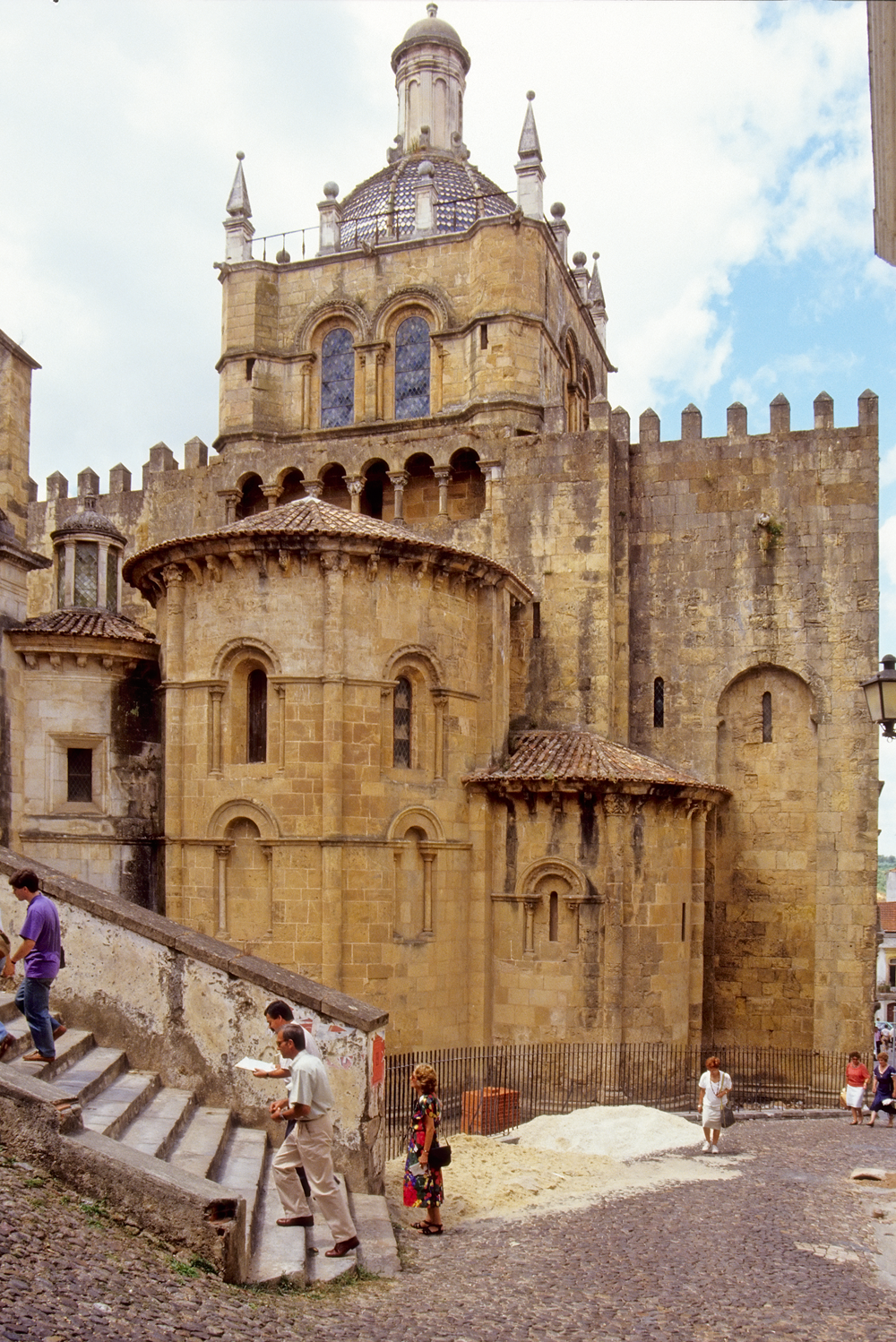
Coimbra Ó-székesegyházának apszisa. Ebben a templomban temették el Sisnando Davidest, Coimbra 8. grófját.

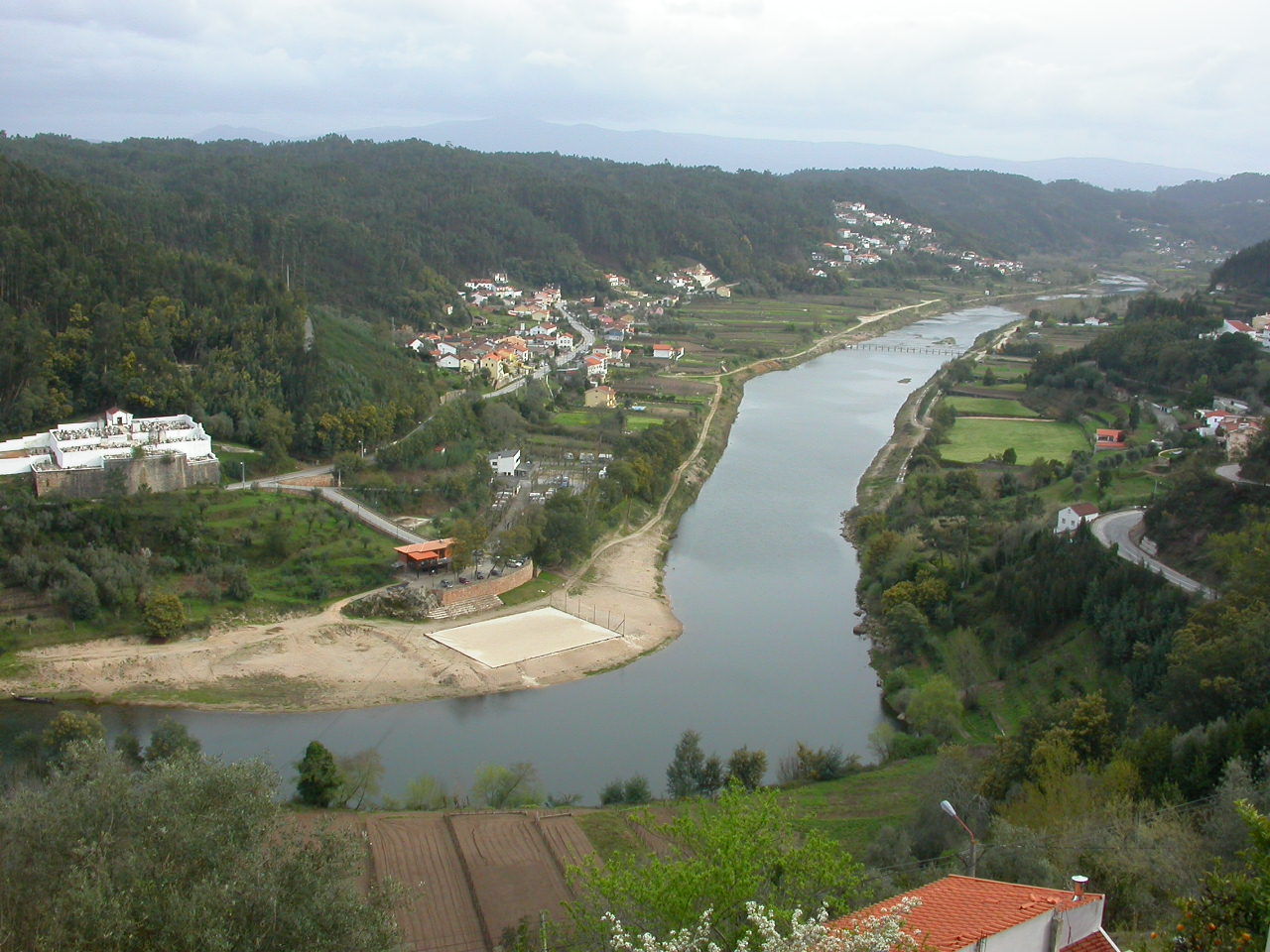
A Mondego folyó Penacovánál

Coimbra grófság a 9–11. században létezett, félfüggetlen államalakulat volt a mór és keresztény területek határvidékén. A grófok hűbérurai eleinte Asztúria, illetve León királyai voltak. A második mór uralom után, amikor I. Ferdinánd leóni király felosztotta birodalmát, a grófság rövid időre Galiciához, majd újra Kasztíliához került; végül 1093-ban a második portugál grófság része lett.

## Az első grófság
871-ben Nagy Alfonz asztúriai király visszafoglalta Coimbrát a móroktól. Győztes hadvezérét, Hermenegildo Mendest, aki egyebek közt Coimbra címzetes grófja is volt, megbízta a visszahódított területek újratelepítésével. A grófságot, mint félig önálló közigazgatási egységet a:
- Coimbra,
- Viseu,
- Lamego és
- Feira

körüli földekből szervezték meg.
Coimbra negyedik (ténylegesen második) grófja a hadvezér fia, Aires Mendes lett.
925-ben II. Ordoño király Ramiro fia (a későbbi II. Ramiro leóni király) felvette a „portugál területek királya” címet, és ezzel névlegesen ő vált az első portugál királlyá. 926-ban Viseuba költöztette királyi székhelyét; ezt az udvart 930-ig tartotta fenn.
966-ban Gonçalo Moniz, Coimbra 3. grófja csatlakozott a galiciai nemesek I. (Kövér) Sancho leóni király ellen indított felkeléséhez.
A felkelés sikeres volt, de az egymást követő belviszályok annyira meggyengítették a Leóni Királyságot, hogy 981-ben Almanzor (Al-Hajib Al-Manszúr) nagy győzelmet aratott III. Ramiro leóni király felett Ruedánál. Coimbra grófság ezzel ismét a Córdobai Kalifátus uralma alá került. A grófi cím azonban nem szűnt meg, azt az arab uralom alatt négyen is viselték.
A 11. század elején a Córdobai Kalifátust belviszályok gyöngítették; Coimbra az 1009-ben alakult Badajoz taifához (független mór királysághoz) került.

## A második grófság
1064-ben Nagy Ferdinánd, Kasztília és León királya visszafoglalta a móroktól a Mondego folyótól északra eső területeket. Coimbra ostroma január 20-tól július 9-ig tartott. Ferdinánd bevezette a spanyol naptárat, és másodszor is megszervezte a grófságot. Coimbra 8. grófjává az ostromot vezető hadvezérét, Sisnando Davidest (1064–1091) tette. A város ötezer mór lakosát kitelepítették a Mondego túlpartjára.  
1071 januárjában a pedrosói csatában II. García tönkreverte az ellene lázadó Nuño Mendes hadait. Az első portugál grófságot felszámolta; területét Coimbrához csatolta. Még abban az évben Garcíát is legyőzte bátyja, Vitéz Alfonz. Ezzel Galicia, mint önálló állam megszűnt, és vele Coimbra grófság is Kasztília részévé vált.
Vitéz Alfonz 1093-ban létrehozta a második portugál grófságot; Portugália grófjává lánya férjét, Burgundi Henriket tette meg. Henrik elfogta Martín Muñozt, Coimbra 9. grófját, és átadta a királynak. A grófságot Portugáliához csatolta, Coimbra mozarab lakossága azonban sokáig megőrizte kulturális és szervezeti különállását az északi portugáloktól.